# Tioredossina
La tioredossina-1 (Trx-1) è una piccola proteina composta da 105 amminoacidi, con peso molecolare 12.500 dalton (12,5 kDa) che funge da maggiore arma antiossidante nelle cellule animali. È espressa in tutti i tipi di tessuto umano studiato ed è stata clonata anche nel topo, nel ratto, nel pollo, nel maiale, nel criceto e nei bovini. Dal punto di vista dell'evoluzione è molto conservata; infatti, fu clonata per la prima volta nel batterio Escherichia coli e successivamente trovata nel lievito (Saccharomyces cerevisiae) e via via in altre specie animali.
Possiede proprietà enzimatiche legate ai cicli di ossidoriduzione. Nel suo sito catalitico, infatti, si trovano due residui di cisteina (cisteina 32 e 35) che riducono i ponti disolfuro (S-S) su altre proteine che sono state bersaglio dell'azione dei radicali liberi dell'ossigeno. Cedendo due equivalenti riducenti, la Trx-1 così riduce la proteina bersaglio per divenire ossidata a sua volta. La tioredoxina reduttasi 1 (TxR1) è il suo corrispondente enzima rigenerante, il quale utilizza gli equivalenti riducenti del cofattore NADPH (derivato dalla vitamina PP o nicotinamide) per trasferirli sulle cisteine ossidate della Trx-1. In tal modo, il sito catalitico della Trx-1 è rigenerato ed è pronto a riconvertire altre proteine cui certi residui di cisteina sono stati ossidati.
La reazione totale può essere semplificata nello schema seguente:
Trx (SH)2  +  Proteina (S-S)  →  Trx (S-S)  +  proteina (SH)2
Trx(S-S)   +  NADPH          →  Trx (SH)2  +  NADP+
La tioredossina reduttasi (ovvero TxR1) è un enzima molto speciale poiché è una delle rare proteine del mondo animale ad incorporare nella sua struttura un atomo di selenio, sotto forma dell'amminoacido seleno-cisteina. Ed è proprio questo residuo nella parte terminale della proteina a catalizzare la sua interazione redox con la Trx-1. È stato ampiamente dimostrato che la codifica di una TxR1 priva degli ultimi due amminoacidi (il penultimo è proprio la seleno-cisteina), la rende totalmente priva di funzione enzimatica. La tanto discussa azione antiossidante dei supplementi alimentari a base di selenio, deriva in parte proprio dal suo essere incorporato nella struttura di questo enzima.
La Trx-1 si trova principalmente nel citoplasma, sebbene sono note condizioni fisio-patologiche in cui può traslocare nel nucleo cellulare (es. ridotta ossigenazione cellulare).
La Trx-1 è anche una proteina facilmente inducibile da molti tipi di stress esogeno: radicali liberi dell'ossigeno (RLO), eccessiva esposizione cellulare ai perossidi o ai raggi UV, intossicazione acuta o cronica di certi metalli pesanti come piombo o arsenico. Tutte queste condizioni sono costantemente associate alla generazione di RLO, come superossido e perossidi (inclusa l'acqua ossigenata). Attraverso una catena di segnali intracellulari, la cellula "percepisce" lo stress ossidativo inducendo come difesa la sintesi di diverse proteine antiossidanti tra cui proprio la Trx-1.

## Funzioni biologiche
Le cellule tumorali conoscono pure questo meccanismo di induzione e lo sfruttano sintetizzando molta più Trx-1 delle cellule sane per diverse ragioni, tra cui contrastare gli effetti dei farmaci antitumorali. Diverse classi di questi farmaci tossici agiscono tramite la genesi di RLO e l'induzione di un tipo di morte geneticamente programmata chiamata "apoptosi". Molti tipi di tumore umano come carcinoma gastrico, pancreatico, mammario ed epatico, alcuni tipi di leucemia e tumori dei tessuti riproduttivi sintetizzano più Trx-1 del normale e la loro frequente chemio-resistenza è direttamente legata a questo fenomeno.
La Trx-1 è stata identificata come uno dei fattori rilasciati nel sangue delle donne gravide per sopprimere la risposta immunitaria verso l'embrione. Fu denominata fattore precoce della gravidanza (early pregnancy factor o EPF), ma la sua identità molecolare è rimasta ignota per molto tempo. Inizialmente sono i tessuti materni che provvedono, ma dopo che l'embrione si è stabilmente impiantato comincia la produzione della sua Trx-1. Il meccanismo con cui la Trx-1 agisce sulle cellule immunitarie rendendole "cieche" all'esistenza dell'embrione non è ancora chiaro. Molti dati sperimentali, tuttavia, portano a indicare l'esistenza di uno o più recettori fuori dalla cellula attraverso i quali la Trx-1 potrebbe esplicare le sue azioni.
A livello intracellulare, la Trx-1 funge da maggiore proteina antiossidante assieme ad un'altra piccola molecola nota col nome di glutatione (GSH). Quest'ultimo è decisamente molto più abbondante della Trx-1; la sua concentrazione nel citoplasma è dell'ordine dei 5-10 millimolare (mM). La concentrazione media della Trx-1, invece, è esattamente 1000 volte inferiore (5-10 micromolare). Si potrebbe inferire che la Trx-1 non è perciò così efficiente come il GSH ne rimuovere i RLOs.
Invece, la sua efficienza è quasi identica; non bisogna dimenticare, infatti, che la Trx-1 è dotata di proprietà enzimatiche per svolgere il suo lavoro. Dal punto di vista catalitico, perciò, è senza dubbio migliore del GSH. Comparando quindi la maggiore abbondanza del GSH con la migliore efficienza catalitica della Trx-1, si può concludere dicendo che i due sistemi anti-ossidanti lavorano in parallelo.
C'è poi un altro fattore da considerare. Sia il GSH sia la Trx-1 non sono dispersi nel citoplasma cellulare in ordine casuale. Ci sono prove che i due sistemi sono "compartimentalizzati"; esistono cioè in domini discreti dove mostrano preferenza di substrati ed efficienza, sia di catalisi sia nel rimuovere i RLOs prodotti dal metabolismo cellulare.
La grande scoperta riguardo alla Trx-1 fu fatta agli inizi degli anni '90, quando alcuni autori dimostrarono che a livello nucleare la Trx-1 catalizza la riduzione dei ponti S-S di due proteine nucleari, i proto-oncogeni noti con i nomi di c-Fos e c-Jun. Queste due proteine sono dei fattori di trascrizione, ossia legano il DNA in regioni specifiche per indurre l'espressione di nuovi geni. In sé stessi, Fos e Jun sono due proteine facilmente inducibili e molto abbondanti, che dopo la loro unione (divenendo partner) formano un fattore di trascrizione comunemente noto come AP-1.
Il ruolo di questa proteina AP-1 nella genesi dei tumori è ormai completamente dimostrato: la continua stimolazione della cellula tumorale con segnali esterni porta inevitabilmente all'attivazione del fattore AP-1, necessaria per l'incontrollata espressione genica che caratterizza le cellule cancerose. Quando per eccesso di stress ossidativo Fos e Jun divengono ossidati su dei residui di cisteina critici (formando un dimero covalente), la loro funzione viene abolita.
Ecco spiegato uno dei motivi perché la cellule tumorali sintetizzano più Trx-1 delle cellule normali: togliere di mezzo i RLOs che potrebbero impedire il corretto funzionamento del fattore AP-1!  La Trx-1 ridotta (cioè con i gruppi cisteina -SH liberi) cede gli equivalenti riducenti al ponte disolfuro del dimero AP-1 inattivo per rigenerare Fos e Jun liberi. La reazione globale è la seguente:
Fos-S-S-Jun   +   Trx(SH)2   →   Fos + Jun    +   Trx(SS)
Ovviamente la riduzione della Trx-1 ossidata avviene nuovamente per mezzo della reduttasi specifica (TxR1).
Successivamente, è stato scoperto che AP-1 non è il solo fattore di trascrizione che viene controllato dalla Trx-1. Un altro importante fattore sotto il suo controllo è il famoso oncosoppressore p53, la cui mutazione è responsabile di svariati tipi di cancro. Anche p53 può essere soggetto all'azione dei RLOs e divenire inattivo a causa loro. La funzione della Trx-1 è di agire allo stesso modo con cui agisce su AP-1, riducendo dei ponti disolfuro di questo oncosoppressore e ripristinandone la funzione.
Sino ad oggi, sono noti una decina i fattori di trascrizione sotto il controllo redox della Trx-1. Vogliamo riportare qui un ultimo esempio per ragioni di praticità. La Trx-1 può controllare lo stato redox anche del recettore intracellulare degli steroidi chiamati glucocorticoidi. IL recettore dei glucocorticoidi (che chiameremo GR) per svolgere le sue azioni biologiche lega gli ormoni steroidei noti con i nomi di cortisolo, cortisone e deossicorticosterone. Dopo la formazione del complesso ormone-recettore, questo migra dentro il nucleo cellulare per legare il DNA e portare all'espressione genica specifica.
Tutti conoscono l'utilità della terapia cortisonica nel caso dell'asma. Essa è necessaria quando l'infiammazione diventa "refrattaria" alle terapie convenzionali. Tuttavia, ci sono casi in cui persino la terapia steroidea mostra scarsa efficacia nonostante la frequenza delle dosi. Il motivo è stato scoperto circa cinque anni fa. Lo stress ossidativo prodotto nell'infiammazione polmonare che si stabilisce nella malattia asmatica, porta all'inattivazione del GR, proprio allo stesso modo con cui i RLO bloccano il fattore AP-1. Il farmaco steroideo ha scarsissima affinità per il GR ossidato: ecco che il GR non può più entrare nel nucleo cellulare e trascrivere i geni per le proteine anti-infiammatorie che normalmente sono indotte dalla terapia steroidea.
Esperimenti fatti sia su ratti che su criceti con modelli sperimentali di asma polmonare cronico e poco responsivi agli steroidi, hanno fatto vedere che dando un supplemento di sostanze anti-ossidanti come l'acetilcisteina (NAC) prima del farmaco steroideo, la risposta al farmaco migliora sensibilmente. È stato speculato che il supplemento antiossidante aiuti la Trx-1 dentro le cellule a rigenerare il GR ossidato, rendendolo nuovamente sensibile al farmaco steroideo, e ci sono prove convincenti che questo sia il meccanismo molecolare più probabile.
Come si dirà nel paragrafo successivo, nella sezione "funzioni immunitarie", i soggetti allergici ed asmatici hanno una maggiore concentrazione di Trx-1 nel plasma sanguigno, specie dopo un attacco acuto. La ragione sembra essere legata all'espulsione della Trx-1 ossidata fuori dalle cellule prima ancora che possa essere riconvertita dalla sua reduttasi. La cellula, così, si impoverisce di Trx-1 e non può più efficientemente spazzare via i RLOs che oltre a mantenere l'infiammazione, inattivano il GR portando in cronico alla "steroido-resistenza".

## Tioredossina e patologie umane

### Danno cutaneo
La pelle umana normale possiede la Trx-1 concentrata nella componente secretoria delle ghiandole sudoripare, nelle ghiandole sebacee e nello strato esterno della radice del bulbo pilifero, ma non nelle cellule epidermiche tra i follicoli. L'estesa esposizione solare ha dimostrato indurre la Trx-1 anche in quest'ultimo tipo cellulare, probabilmente come risposta ad un danno cellulare causato dalla radiazione solare, specialmente la componente ultravioletta.
Nel modello di cancerogenesi cutanea di topo indotta dal composto TPA (un estere forbolico di origine vegetale) e dai raggi UVA ed UVB, la Trx-1 è uno dei primissimi geni indotti in risposta alla lesione cellulare. Lo stesso succede dopo infezione virale cutanea di topo con ceppi di virus di papilloma. Infatti la Trx-1 riesce a modulare l'attività enzimatica di una classe di enzimi chiamati "metallo-proteinasi" (MMPs). Questi enzimi sono coinvolti nel rimodellamento della matrice extracellulare, soprattutto a livello tumorale dove il loro ruolo nella genesi delle metastasi è ampiamente dimostrato. Molti gruppi di ricerca ritengono perciò che la sua induzione nella cute serva come risposta protettiva.

### Aterosclerosi
L'ossido nitrico (·NO) e derivati radicalici di esso sono riconosciuti essere responsabili di parte del danno vascolare che si realizza nel fenomeno aterosclerotico. La Trx-1 indotta in risposta a questa patologia può in parte prevenire le lesioni degenerative arteriose, soprattutto a livello dello strato endoteliale. Lo stesso endotelio e cellule interstiziali chiamate macrofagi (molto rappresentati nella componente fibro-lipidica delle placche) inducono una maggiore sintesi sia di Trx-1 che della corrispettiva reduttasi, portando a speculare che la Trx-1 possa giocare un certo ruolo nella comparsa oppure nella progressione della malattia.

### Funzioni immunitarie
Nel campo della patologia immunitaria, la Trx-1 è riconosciuta sia come fattore chemiotattico (cioè che richiama le cellule immunitarie verso il luogo dell'infiammazione) che come anti-infiammatorio. È rilasciata dai granulociti eosinofili negli interstizi e nel circolo sanguigno dei soggetti asmatici ed allergici. Una maggiore circolazione di Trx-1 sanguigna è stata trovata nei soggetti con malattie autoimmuni del tipo sindrome di Sjögren, vitiligine e artrite reumatoide; e nei soggetti ammalati di HIV. Curiosamente ma non sorprendentemente, mentre il sangue dei soggetti con HIV è arricchito di Trx-1, i linfociti del paziente ne risultano invece impoveriti. Questo li renderebbe meno efficaci a prevenire la replicazione del virus.

### Malattie cardio-vascolari
I soggetti con attacco acuto di angina mostrano una significativa maggiore quantità di Trx-1 nel plasma sanguigno. Il significato del fenomeno non è chiaro ed è sotto intensa ricerca di laboratorio. Nel cuore che ha sostenuto un'ischemia/infarto cui è seguita una tempestiva riperfusione, i livelli di tioredossina ossidata sono maggiori che nel cuore normale. Ciò riflette il danno cellulare provocato dalla generazione di radicali liberi (RLO) e dal tentativo della Trx-1 di prevenire la loro ulteriore azione sul tessuto. Modelli animali transgenici (topo o ratto) che esprimono una maggiore quantità di Trx-1 a livello cardiaco, risultano più protetti degli animali normali dagli effetti dell'ischemia/riperfusione. Ancora, in un modello sperimentale di miocardite autoimmune di topo, la somministrazione di Trx-1 ricombinante umana migliora il fenomeno infiammatorio associato, per soppressione della sintesi di alcune citochine e del richiamo dei linfociti.
Gli studi finora pubblicati sull'argomento sono tutti a favore di un'azione protettiva della Trx-1 sul tessuto cardiaco. Mentre gli studi sull'uomo al riguardo sono quasi assenti, in molti modelli animali con scompenso cardiaco indotto è possibile sia riscontrare elevati livelli della proteina nel sangue, sia una sua maggiore espressione a carico del tessuto cardiaco malato. È ritenuto che entrambi i fenomeni siano da ascrivere al tentativo di tamponare il danno ossidativo cellulare che contribuisce alla progressione di questa patologia.

### Malattie respiratorie
Nel polmone in salute, la Trx-1 e la sua reduttasi sono presenti sia nell'epitelio bronchiale che nei globuli bianchi sottostanti (macrofagi). È stato riportato che la loro concentrazione cresce nelle aree metaplastiche di focolai di polmonite batterica, mentre la loro concentrazione diminuisce nelle polmoniti associate a disturbi del collagene. Per quanto riguarda granulomi e sarcoidosi polmonare, l'espressione della Trx-1 e della reduttasi è stata riportata aumentare leggermente, ma non se ne conosce il significato del fenomeno.
Come già citato, le concentrazioni di Trx-1 nel plasma sanguigno in pazienti asmatici, sono decisamente più alte delle persone normali. È stato speculato che la Trx-1 fuori dalle cellule possa giocare un ruolo come modulatore chemiotattico per le cellule immunitarie nel focolaio allergico. Il monitoraggio dei suoi livelli nei pazienti asmatici, potrebbe diventare in futuro un metodo conveniente di diagnosi di infiammazione polmonare o addirittura un mezzo terapeutico. È già stata tentata la somministrazione di Trx-1 umana ricombinante in conigli sottoposti sperimentalmente ad ischemia/riperfusione polmonare: gli animali trattati hanno tutti mostrato un ricovero migliore degli animali che hanno ricevuto del placebo.

### Ischemia cerebrale
Il ruolo della Trx-1 nell'ischemia cerebrale (IC) totale non è ancora chiaro. In diversi modelli animali, l'induzione sperimentale di IC porta ad una maggiore espressione della Trx-1 nelle cellule gliali dell'ippocampo, addirittura ad una sua forte riduzione  dentro l'area ischemica (come nel ratto). Curiosamente, l'area peri-infartuata mostra un suo aumento già a 4h dopo il danno, che continua fino a 24h.

### Malattia di Alzheimer
Il cervello dei soggetti sofferenti la malattia di Alzheimer (AD) presenta una ridotta sintesi di Trx-1, specialmente in aree cerebrali cruciali come l'amigdala e l'ippocampo, mentre allo stesso tempo l'attività enzimatica della reduttasi è risultata aumentare in queste stesse aree. Il famoso fattore di crescita nervosa (NGF) scoperto dalla Montalcini attiva l'espressione della Trx-1, indicando che questa proteina potrebbe contribuire agli effetti positivi dell'NGF nei pazienti con AD. In alcuni modelli cellulari, inoltre, l'esposizione a forme solubili di beta-amiloide (la famosa proteina responsabile della malattia) è capace di indurre l'ossidazione della Trx-1 dentro la cellula, possibilmente tramite lo stress ossidativo.
È stato perciò suggerito che tali variazioni potrebbero contribuire ad una maggiore vulnerabilità delle cellule cerebrali allo stress ossidativo ed alla susseguente neuro-degenerazione.
La tioredossina è anche una delle proteine indotte nelle cellule dagli ormoni estrogeni, di cui si è speculato l'uso potenziale in caso della malattia di Alzheimer. Si pensa, infatti, che l'aumento indotto della proteina possa tamponare gli effetti neurodegenerativi del beta-amiloide mutato.

### Malattia di Parkinson
L'importanza dei gruppi tiolici del glutatione ridotto e delle proteine antiossidanti nel proteggere le cellule di certe aree cerebrali dalla comparsa della malattia di Parkinson (PD), è riconosciuta da più di un decennio. Diversi modelli animali in cui viene indotta una sindrome simil-parkinsoniana (specie con neurotossine che generano ROS come la 6-idrossi-dopamina o il MPTP+) fanno notare una riduzione della sintesi della Trx-1 e della perdita del GSH nelle aree cerebrali colpite, prima che la loro componente cellulare vada incontro a morte. È attendibile credere, perciò, che la Trx-1 possa avere un'azione protettiva verso la comparsa del PD al pari di come è stato riscontrato per la malattia di Alzheimer. Non ci sono ancora risultati definitivi, specie a carico dell'uomo, ma molti dati sperimentali orientano verso questa direzione di pensiero.

### Cancro ed invecchiamento umano
È stato già citato nel paragrafo precedente che molti tipi di linee cellulari umane o animali trasformate (oncogeniche), producono molta più Trx-1 delle cellule normali. La maggior parte dei tumori umani la usa per diversi scopi: proteggersi dagli effetti tossici dei farmaci anti-tumorali, controllare l'espressione genica maligna e usarla anche come citochina (con meccanismo autocrino). Questo potrebbe portare a credere che la Trx-1 possa comportarsi da oncogene. In realtà non è così: sembra infatti che essa costituisca un fattore necessario a supportare le diverse esigenze metaboliche e il superiore grado di proliferazione delle cellule tumorali. Infatti, topi o ratti transgenici che sintetizzano molta più Trx-1 non sviluppano assolutamente tumori, anzi la loro aspettativa di vita si allunga almeno del 20%.
Ci sono alcuni pubblicazioni di un gruppo di ricerca giapponese, che ha riportato un'estensione della durata di vita di animali di laboratorio geneticamente modificati per esprimere più Trx-1. Questo spinge verso la domanda se la Trx-1 possa avere un ruolo biologico anche nell'invecchiamento. Alcuni ricercatori pensano di sì: il nesso causale principale verrebbe dalla nota capacità della Trx-1 di controllare lo stato redox del famoso oncosoppressore p53, coinvolto non solo nella tumorigenesi ma anche nei fenomeni di senescenza. Il secondo verrebbe dal dialogo incrociato (cross-talk) che sussiste tra la Trx-1, la p53 ed un'altra proteina chiamata Ref-1. Quest'ultima è il vero fattore che porta gli elettroni (equivalenti riducenti) dalla Trx-1 a p53. Non solo, Ref-1 è anche una "endonucleasi", ripara cioè alcuni tipi di lesione del DNA indotte da agenti chimici o radiazioni.
Per questo gruppo di ricercatori, la connessione tra stato redox, controllo di p53 sulla comparsa di tumori (che statisticamente aumenta con l'età) e riparo delle lesioni al DNA (anch'esse più frequenti nell'invecchiamento), basterebbe a coinvolgere la Trx-1 nel controllo dell'invecchiamento fisiologico.

## Farmacologia
Negli ultimi 8 anni, la Trx-1 è stata presa di mira come bersaglio terapeutico potenziale per la cura delle neoplasie. Il primo farmaco sintetico che si trova in fase di sperimentazione clinica II è il PX-12, un disolfuro derivato dell'imidazolo che ha mostrato buona selettività d'azione verso la Trx-1 sia in vitro che in certi tumori trapiantati in animali di laboratorio. Sembra avere una buona farmacocinetica e biodisponibilità.
Un altro composto chiamato PX-478 è stato anch'esso sperimentato su animali. È il derivato N-ossido del farmaco melphalan, un agente alchilante classico per la terapia del mieloma multiplo. Sembra che però questa sua piccola modifica chimica sia in grado di condizionare la Trx-1 più efficacemente del suo precursore.
Sono stati scoperti altri composti che bloccano la Trx-1, come il KF-4939, il MOL-294, l'NSC131233 e l'NSC706704. Quest'ultimo (nome preclinico in codice PMX-464) è risultato il più selettivo dei quattro ed è già sotto sperimentazione su modelli animali di tumore trapiantato, assieme ad un suo derivato della sulfonammide, che sembrerebbe aumentarne la specificità.
Anche in natura, però, esistono delle sostanze in grado di bloccare l'azione catalitica della Trx-1, come l'antibiotico chinonico pleurotina, isolata dal fungo Pleurotus griseus. Sono stati geneticamente ingegnerizzati due ceppi di funghi microscopici a produrre la pleurotina nel brodo di coltura, con rese di 300 milligrammi/litro, per ottenere quantità di sostanza da studiare tale da verificarne la sua reale utilità.